# 姫宮落川
姫宮落川（ひめみやおとしかわ）は、埼玉県北東部を流れる河川である。

## 概要
埼玉県久喜市下早見字内谷付近（江面地区）を起点とし、白岡市・南埼玉郡宮代町を流下し、北葛飾郡杉戸町との境界で大落古利根川に至る一級河川（一部準用河川）である。
姫宮堀（ひめみやぼり）とも称されている。
姫宮落川は笠原沼（現在の南埼玉郡宮代町）からの流出河川として整備された。この姫宮落川は笠原沼にて新田開発が行われ、笠原沼代用水が整備されるまでは笠原沼より下流域の村々にて農業用水に利用されていた。姫宮落川ないし姫宮堀という名称は地名の姫宮（現在の南埼玉郡宮代町の地名）ないし姫宮神社にちなんだものである。笠原沼より上流の流域はかつて河原井沼（現在一部が昭和沼として残る、現在の久喜市）と称されていた沼地からの排水路である。この排水路は河原井沼に端を発し、笠原沼へと流入するもので、流下する途中「埼玉郡爪田ヶ谷村（現在の白岡市爪田ヶ谷）」を流下していたのでこの村にちなみ爪田ヶ谷堀（つめたがやぼり）ないし爪田ヶ谷落堀（つめたがやおとしぼり）と称されていた。このように笠原沼への流入河川であった爪田ヶ谷堀と流出河川であった姫宮落川を笠原沼の開発時に笠原沼北側の附廻堀として整備し、この2つの河川は1つの河川へと改修された。このときの改修もあり、現在では全区間姫宮落川と称されている。
流路は多くの区間においてほぼ直線的に流下する。詳細な流路に関しては以下の流路節を参照されたい。
一部宅地の周辺を流れるが、多くの区間での流域は水田である。また姫宮落川は素掘りの区間と護岸された区間が並存する。
東武動物公園より道仏橋付近にかけて、ソメイヨシノの桜並木があり、中須用水の桜並木と合わせ、地域住民の桜の名所として親しまれている。
合流
- 白石様堀
- 高岩公園東部を流下する水路
- 高岩落川
- 渋谷落（宮代町東粂原を流下する水路、中須用水からの余水を排水する役割も有している。）
- 学園台4丁目より流下する水路

分流
- 白岡市上野田（北側）と大字下野田（南側）の境界より南へ笠原用水方面への水路が分流

## 流路
- 源流：埼玉県久喜市河原井町と下早見（字内谷：下早見の飛地）の境界、下早見側。
- 工場の排水管が実質の源流となる。
- 起点：久喜市下早見（江面地区）
- 西より流下してくる笠原用水と中堤防にて並行し、笠原用水の東側を南東へ流れる。
- 下早見（北側）と原（南側）の境界を流れる。
- 圏央道を横断する。
- 下早見交差点の南西側で笠原用水は姫宮落川と立体交差し、上尾久喜線沿いに北東へ流路を変える。姫宮落川は直進し、南東へ流れる。
- さいたま栗橋線を横断する。
- 白岡市野牛（北側）と久喜市樋ノ口（南側）の境界を流れる。
- 白岡市野牛（北側）と白岡市篠津（南側）の境界を流れる。
- 東北自動車道・蓮田白岡久喜線を横断し、南東へ流下する。
- 東北新幹線を横断する。
- 大字野牛を南東へ流れる。
- 東北本線を横断する。
- 北から流下してくる白石様堀が流入する。
- 新白岡3丁目（北側）と大字高岩（南側）の境界を流れる。
- 高岩公園の南側を流れ、公園東部を流下してくる水路と合流する。
- 大字高岩（北側）と大字上野田（南側）の境界を南東へ流れる。
- 大字上野田を流れる。一部、大字上野田（北側）と大字下野田（南側）の境界を流れる。
- さいたま幸手線を横断し、流路が南東から東へと変わる。
- 大字上野田（北側）と大字下野田（南側）の境界にて、姫宮落川に水門が設けられ南へ水路が分流する。分流の直後、笠原用水と立体交差する。
- 大字爪田ヶ谷を笠原用水の北側を並行し東へ流れる。
- 高台橋周辺にて笠原用水と離れ東へ流れる。（笠原用水は南へ流下。）
- 東武動物公園を流れる。白岡市側では公園の南側、宮代町側では公園の中央および北側を流下する。
- 東武動物公園の北側では南埼玉郡宮代町字東粂原・字須賀を流れる。また東粂原では北側より流下してくる高岩落川、東粂原を流れる水路、学園台4丁目より流下する水路とそれぞれ合流する。中須用水が北側を並行して流下する。
- 字百間を東へ流れる。
- 宮代町立笠原小学校・宮代町立図書館の北側を流れる。
- 字道佛を流れ、春日部久喜線を横断したところで南東へ流路を変える。またこの周辺で中須用水は東へと流下し姫宮落川と離れる。
- 蓮田杉戸線を横断する。
- 宮代幼稚園の西側を流下する。
- 字道佛（北側）と字西原（南側）の境界を流れる。またこの周辺で西より流下してくる笠原沼落と並行し姫宮落川はその北側を流れる。
- 字道佛（北側）と字姫宮（南側）の境界を流れる。
- 東武伊勢崎線を横断する。
- 字中島・字宮東（北側）と字姫宮（南側）の境界を南東へ流れる。
- 字宮東（北側）と川端2丁目（南側）の境界を流れる。また、この周辺で笠原沼落と離れる。
- 字川端（東側）と川端3丁目（西側）の境界を南南東へ流れる。
- 春日部久喜線を横断する。
- 字川端・川端3丁目・北葛飾郡杉戸町大字本郷の境界にて大落古利根川に合流し姫宮落川は終点となる。
- 終点：大落古利根川

## 橋梁
- 逆門橋 - 管理起点
- 首都圏中央連絡自動車道
- 名称不明（埼玉県道87号上尾久喜線・埼玉県道3号さいたま栗橋線） - 笠原用水を伏越
- 東北自動車道
- 埼玉県道162号蓮田白岡久喜線
- 東北新幹線
- 栄橋
- 中ノ宮橋
- 菖蒲橋
- 爪田ヶ谷堀橋梁（東北本線）
- 谷中橋
- 高岩橋（中央通り）
- 名称不明
- カチ橋
- 西ヶ崎橋
- 大町1号橋
- 甚念橋
- 橋場橋（埼玉県道65号さいたま幸手線）
- 爪田ヶ谷橋
- 高台橋
- （この間東武動物公園）
- 渋谷橋
- 篭屋橋
- 沼端橋
- 蓮谷橋
- 笠原歩道橋（人道橋）
- 稲荷橋
- 宮代大橋
- 宮代橋（埼玉県道85号春日部久喜線）
- 道仏橋（埼玉県道85号春日部久喜線・埼玉県道154号蓮田杉戸線）

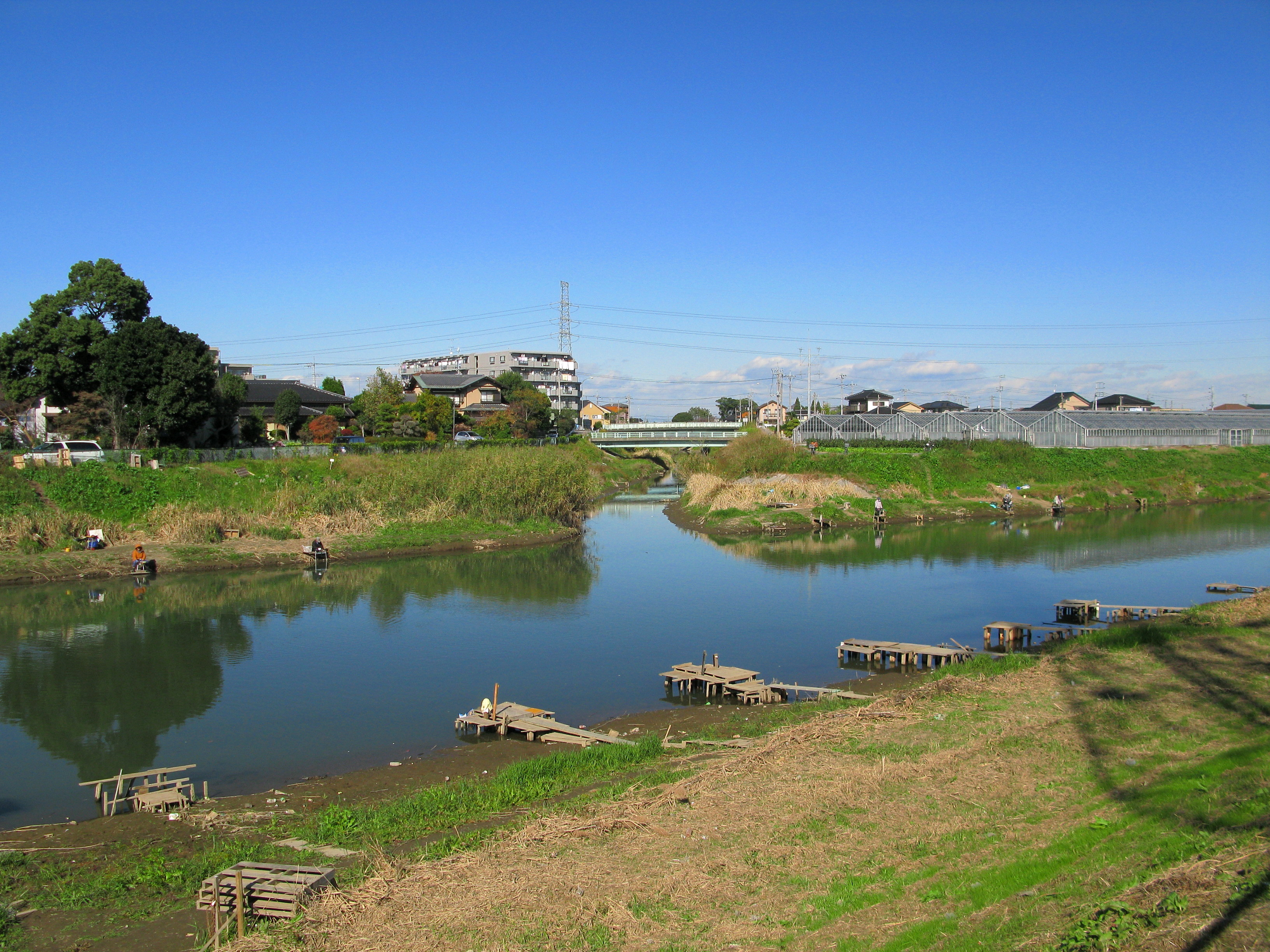
姫宮落川と大落古利根川の合流点

- 寺の前橋
- みずほの橋
- 姫宮落川橋梁（東武伊勢崎線）
- 姫宮橋
- 袖の木橋
- 高橋
- 仲洲嶋橋（埼玉県道85号春日部久喜線）
- 仲洲嶋小橋

## 周辺の施設
- 久喜菖蒲工業団地
- 久喜白岡ジャンクション
- 埼玉県立白岡高等学校
- 高岩浄水場
- 東武動物公園
- 公設宮代福祉医療センター 六花
- 宮代町立図書館
- 宮代町立笠原小学校
- 新しい村
- 姫宮神社
- 姫宮駅